# Eupithecia achromata
Eupithecia achromata là một loài bướm đêm trong họ Geometridae.